# Gerhard Spannbauer
Gerhard Spannbauer (* 19. September 1964 bei Stuttgart) ist ein deutscher Autor und Unternehmer aus Gauting.

## Leben
Spannbauer wurde als Sohn einer schwäbischen Arbeiterfamilie geboren. Nach dem Besuch der Hauptschule absolvierte Spannbauer eine Berufsausbildung zum Tischler. Von 1999 bis 2014 vermarktete er Garagenimmobilien als Geschäftsführer der Spannbauer Garagen GmbH. Am 3. Dezember 2014 ging die Firma in die Insolvenz.
Spannbauer befasste sich nach eigenen Angaben ab ca. 2005/2006 mit dem Fiatgeldsystem und der US-amerikanischen Immobilienblase. Er ist überzeugt, dass die „Schuldenpyramide“ zusammenbrechen wird. Er veröffentlichte mehrere Bücher im Kopp Verlag.
Spannbauer betrieb einen Internetshop zur Krisenvorsorge.

## Veröffentlichungen
- Wie man sein Einkommen mit weniger Aufwand verdoppelt, 2006
- Gold & Silber kann man nicht essen, 2008
- Finanzcrash, Kopp Verlag, 2008
- mit Michael Grandt und Udo Ulfkotte: Europa vor dem Crash, Kopp Verlag, 2011
- Perfekte Krisenvorsorge, Kopp Verlag, 2012
- mit Philipp Vorndran und Peter Boehringer: Der private Rettungsschirm, FinanzBuch Verlag, 2012